# Grabicina de Jos, Buzău
Grabicina de Jos este un sat în comuna Scorțoasa din județul Buzău, Muntenia, România. Se află în centrul județului, în depresiunea Policiori din Subcarpații de Curbură.
La sfârșitul secolului al XIX-lea, satul Grabicina de Jos avea 520 de locuitori și 154 de case, fiind reședința comunei Grabicina din plaiul Slănic, județul Buzău; aceasta avea în total 860 de locuitori, care trăiau în 236 de case, și avea în componență și satul Grabicina de Sus. În cele două sate funcționau 2 biserici. În 1925, comuna Grabicina făcea parte din plasa Sărățelu a aceluiași județ, avea aceeași componență și o populație de 1132 de locuitori.
În 1950, comuna Grabicina a trecut în componența raionului Cărpiniștea (ulterior Beceni) din regiunea Buzău, și apoi (după 1952) în componența raionului Buzău din regiunea Buzău. În 1968, comuna Grabicina a fost desființată și inclusă în comuna Scorțoasa.